# Agostinho Neto (São Tomé i Príncipe)
Agostinho Neto és una localitat de São Tomé i Príncipe. Es troba al districte de Lobata, al nord de l'illa de São Tomé. La seva població és de 869 (2008 est.). Es troba a prop del sud-est de Guadalupe i té dues carreteres que connecten l'EN-1 que connecta amb São Tomé a l'est i amb Neves a l'oest. Al nord-est limita amb la vila de Conde.
La localitat fins 1975 es dia Rio do Ouro, degut a la plantació que hi havia, però després de la independència va rebre el nom del president fundador d'Angola i un dels líders en la lluita contra els colonialistes portuguesos, Agostinho Neto. Roça Rio do Ouro era una factoria i magatzem de cacau i cafè, i que és classificada com a monument d'ascendència portuguesa a l'estranger.

## Evolució de la població
| 2001 | 2008 |
| 762  | 869  |